# پورریماخی
پورریماخی (به لاتین: Purrimakhi) یک منطقهٔ مسکونی در روسیه است که در شهرستان لواشینسکی واقع شده‌است.